# Exoristobia dipterae
Exoristobia dipterae är en stekelart som först beskrevs av Jean Risbec 1951.  Exoristobia dipterae ingår i släktet Exoristobia och familjen sköldlussteklar. Inga underarter finns listade i Catalogue of Life.